# Paralelă Clifford
În geometria eliptică două linii sunt paralele Clifford dacă distanța (perpendiculară) dintre ele este constantă pentru orice punct. Conceptul a fost studiat pentru prima dată de William Kingdon Clifford în spațiul eliptic și apare doar în spații cel puțin tridimensionale. Deoarece dreptele paralele au proprietatea de a fi echidistante, termenul „paralele” a fost preluat din geometria euclidiană, deși „dreptele” geometriei eliptice sunt curbe geodezice și, spre deosebire de dreptele din geometria euclidiană, au o lungime finită.
Algebra cuaternionilor oferă o geometrie care descrie spațiului eliptic în care paralelismul Clifford este explicit.

## Istoric
Paralelele Clifford au fost descrise pentru prima dată în 1873 de către matematicianul englez William Kingdon Clifford.

În 1900 Guido Fubini și-a scris teza de doctorat despre „Paralelismul Clifford în spații eliptice”.

În 1931 Heinz Hopf a folosit paralelele Clifford pentru a dezvolta fibratul Hopf⁠(d).

În 2016 Hans Havlicek a arătat că există o corespondență biunivocă între paralelismele Clifford și planele externe cuadricei Klein.

## Descriere
Liniile cu lungimea 1 din spațiul eliptic sunt descrise de versori cu axa fixă r:
{\displaystyle \lbrace e^{ar}:\ 0\leq a<\pi \rbrace }
Pentru un punct arbitrar u în spațiul eliptic, două paralele Clifford la această linie trec prin u.
Paralela Clifford la linie este
{\displaystyle \lbrace ue^{ar}:\ 0\leq a<\pi \rbrace ,}
iar cea la stânga este
{\displaystyle \lbrace e^{ar}u:\ 0\leq a<\pi \rbrace .}

## Generalizarea paralelismului Clifford
Definiția inițială a lui Clifford era pentru liniile paralele curbe, dar conceptul a fost generalizat la obiectele paralele Clifford cu mai mult de o dimensiune. În spațiul euclidian cvadridimensional, obiectele paralele Clifford cu 1, 2, 3 sau 4 dimensiuni sunt legate prin rotații izoclinice. Paralelismul Clifford și rotațiile izoclinice sunt aspecte strâns legate de simetriile SO(4) care caracterizează 4-politopurile regulate.

## Suprafețe Clifford
Rotirea unei linii în jurul alteia, cu care este paralelă Clifford, creează o suprafață Clifford.
Paralelele Clifford prin punctele de pe suprafață se află toate pe suprafață. Ca urmare, o suprafață Clifford este o suprafață riglată⁠(d) deoarece orice punct se află pe două linii, fiecare aflându-se pe suprafață.
Fiind date două rădăcini pătrate ale lui −1 exprimate în cuaternioni prin r și s, suprafața Clifford prin ele este dată de
{\displaystyle \lbrace e^{ar}e^{bs}:\ 0\leq a,b<\pi \rbrace .}